# Roode Beek
De Roode Beek, ook Rode Beek (Duits: Rodebach of Rothenbach), is een beek in het Nederlands-Duitse grensgebied. Het is een zijriviertje van de Geleenbeek en stroomt door de Duitse Kreis Heinsberg en de Nederlandse provincie Limburg. De beek kent twee bovenlopen: een rechter bovenloop die ontspringt nabij Siepenbusch, een dorp in de Duitse gemeente Übach-Palenberg, en een linker bovenloop die ontspringt in het natuurgebied Brunssummerheide, ten zuidoosten van Brunssum. Beide takken vloeien samen ter hoogte van Mindergangelt en stromen vervolgens als één beek verder die  bij Dieteren in de Geleenbeek uitmondt. De Roode Beek heeft een aantal kleine zijbeken, waaronder de overkluisde beek die vroeger door het centrum van Brunssum stroomde, de Merkelbekerbeek (Merkelbeek) en het Ruischerbeekje. Op verschillende plaatsen vormt de beek de rijksgrens tussen Nederland en Duitsland. Het gebied van de Roode Beek vormt naast dat van de Geul en de Geleenbeek een van de drie belangrijkste beekdalen van Zuid-Limburg.